# Kloster Beaulieu (Zypern)
Das Kloster Beaulieu (Bellus locus) war eine Zisterzienserabtei auf der Insel Zypern.

## Geschichte
Das Kloster wurde 1235 als Tochterkloster der Zisterzienserabtei Balamand (Belmont) in der Umgebung von Pyrgos im Distrikt Limassol errichtet und gehörte damit der Filiation der Primarabtei Morimond an. Nach kurzer Zeit wurde es vor die Stadtmauer von Nikosia verlegt, wo es 1901 von Camille Enlart auf der Achse von Ayia Sophia und Panaya tis Tyrou ausgegraben werden konnte. Die Mönche vom Kloster St. Georg von Jubin siedelten nach dem Fall von Antiochia 1268 zunächst in dieses Kloster über.
Das 13. und 14. Jahrhundert bedeutete für die Abtei eine Zeit des wirtschaftlichen Aufschwungs und Wohlstands. Die Äbte besaßen die Aufsicht über das benachbarte Zisterzienserinnenkloster St. Theodor. Der Niedergang des Konventes begann mit der Genueser Invasion des Königreichs Zypern 1373 und den mamelukischen Überfällen der ersten Hälfte des 15. Jahrhunderts, die auch Besitz der Abtei in Mitleidenschaft zogen. Vermutlich in der Regierungszeit von König Jakob II. verließen die Zisterzienser um 1470 die Insel. Die Abtei wurde dem Bistum von Limassol inkorporiert, um dessen Einkünfte zu stärken. Um 1500 wurden die Abteigebäude mit Franziskaner-Observanten besetzt, die das Gelände bis zum Abbruch des Klosters 1567 bewohnten, als es der neuen Stadtmauer Nikosias weichen musste.
Nach der Auffindung der Grundmauern des Klosters 1901 wurden diese zunächst wieder zugeschüttet und die genaue Lage geriet in Vergessenheit. Im Rahmen einer Notgrabung durch Eftychia Zachariou 2005 konnte das Kloster unter einem bis dahin als Parkplatz genutzten Gelände wieder aufgefunden werden. Mittlerweile wurde der Ort des früheren Klosters mit dem Neubau der Behörde für Städteplanung des Innenministeriums überbaut.